# Joseph Easton Taylor-Farrell
Joseph Easton Taylor-Farrell – polityk, od 2019 roku premier Montsseratu. 

## Życiorys
W 2006 roku z sukcesem kandydował w wyborach do Rady Legislacyjnej uzyskując mandat deputowanego. W 2009 roku uzyskał reelekcję kandydując z ramienia Ruchu na rzecz Zmian i Dobrobytu (MCAP). W wyborach jego partia uzyskała większość parlamentarną, a on został mianowany ministrem rolnictwa, ziemi, mieszkalnictwa i środowiska. W 2014 roku ponownie uzyskał mandat deputowanego, ale jego partia nie uzyskała większości, a tym samym zakończył sprawowanie funkcji ministra. Po przegranych przez partię wyborach został wybrany jej nowym przewodniczącym.
W wyborach parlamentarnych w 2019 roku utrzymał mandat deputowanego, a 19 listopada tego samego roku został zaprzysiężony na stanowisku premiera.